# Robatori d'identitat

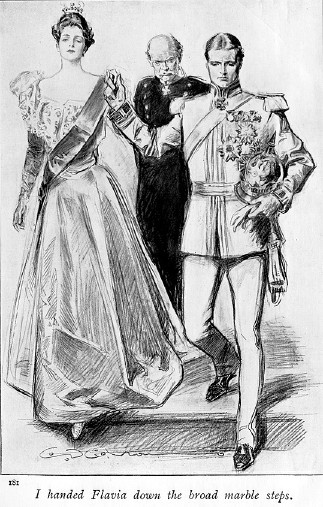
The Prisoner of Zenda (1894), on el protagonista suplanta la identitat del rei.

El robatori d'identitat és una forma de robatori de dades personals d'una persona amb les quals un criminal pretén suplantar la identitat personal d'aquesta persona, normalment per accedir a recursos, obtenir crèdit o altres beneficis o efectuar altres activitats criminals en nom d'aquesta persona. Això es pot fer de manera individual - en observar per exemple la persona quan introdueix les seves dades en un caixer automàtic - o a l'engròs, quan intrusos accedeixen remotament als servidors d'un banc o empresa i copien llistes senceres de dades de clients.
Moltes persones no s'adonen que poden ser víctimes d'un robatori d'identitat i són massa ingènues quan utilitzen les seves dades personals, sigui a la vida real o a internet. És per això que el robatori d'identitat s'ha convertit en la modalitat delictiva que més ha crescut en els últims anys. L'any 2011 431 milions de persones de 24 estats han estat víctimes d'algun tipus d'atac de cibercrim i les pèrdues s'estimen a 83.000 milions d'euros de cost directe i de 199.000 milions en temps de resposta als atacs. «El sector bancari és dels més afectats pel frau, vinculat a la suplantació d'identitat i a l'ús il·legal de targetes de crèdit». Els Mossos d'Esquadra van crear la Unitat Central de Delictes Informàtics per tal de combatre la criminalitat informàtica.

## Mètodes de robatori d'identitat
- Phishing: el criminal envia un correu electrònic en el qual es fa passar per una organització, banc o empresa veritables per obtenir les dades personals. Imita l'estil, copia el logotip, etc. Segons els casos, l'engany és més o menys subtil. De vegades ja es veu que l'adreça de correu electrònic del remitent no conté el subdomini del banc o de l'empresa, però lladres més experts troben maneres de disfressar la seva adreça veritable i fan aparèixer el subdomini oficial.
- Instal·lació d'un dispositiu que copia les dades d'una targeta de dèbit o de crèdit mentre una càmera filma l'usuari que introdueix el seu número secret.
- En restaurants o botigues, quan hom copia manualment les dades d'una targeta durant l'operació de pagar.
- Prop de caixers automàtics en observar el PIN i després robar físicament la cartera.
- La instal·lació d'un programari maliciós a un ordinador personal, sovint per un troià informàtic que copia les dades personals i les envia al servidor dels criminals.
- En recuperar de documents confidencials no fraccionats des d'una paperera.

El test d'autoavaluació de l'European Information Sharing and Alert System dona informacions en català sobre les maneres de protegir-se de les onze vies més comunes de robatori d'identitat.